# Fourier-transzformációs infravörös spektroszkópia
A Fourier-transzformációs infravörös spektroszkópia (FTIR-spektroszkópia) olyan analitikai mérési módszer, melynek segítségével szilárd, folyékony vagy gáz-halmazállapotú anyagok abszorpciós, emissziós, fotokonduktív vagy Raman-szórásának infravörös spektrumát határozzák meg. Az FTIR-spektrométer széles spektrális tartományban gyűjt egyidejűleg spektrális adatokat. Ez lényeges előnyt jelent a diszperziós spektrométerekkel szemben, melyek a spektrális intenzitást egyidejűleg csak egy szűk hullámhossztartományban képesek mérni. Emiatt az FTIR-technika kiszorította a diszperziós spektrométereket, melyeket ma már jobbára csak a közeli infravörös tartományban használnak, továbbá új alkalmazási lehetőségeket nyitott meg. A Fourier-transzformációs infravörös spektroszkópia kifejezés arra utal, hogy a nyers adatoknak tényleges spektrummá alakításához a Fourier-transzformációt alkalmazzák.

## Elméleti alapjai

Egy FTIR interferogram. A középső csúcs a nulla retardációnál látható, ahol a fényerő maximális értékű

Az összes abszorpciós spektroszkópiai módszer (FTIR, UV-látható stb.) célja annak mérése, hogy valamely anyag milyen mértékben nyel el fényt (elektromágneses energiát) az egyes hullámhosszokon. Ennek legegyszerűbb módja a diszperzíós spektroszkópia, melynél monokromatikus fénnyel sugározzák be a mintát, megmérik mennyi fényt nyel el, majd minden egyes hullámhosszra megismétlik az eljárást (így működnek például az UV-látható spektrométerek).
A Fourier-transzformációs infravörös spektroszkópia esetében kevésbé magától értetődő ugyanennek a spektrális információnak a megszerzése. Ennél az analitikai módszernél nem monokromatikus fénnyel, hanem egyidejűleg nagyon sok frekvenciát tartalmazó fénysugárral sugározzák be a mintát, majd azt mérik, hogy az így besugárzott energia mekkora részét nyeli el a minta. Ezután a fénysugarat úgy módosítják, hogy másféle frekvenciakombinációkból álljon, így egy második mért adatpont jön létre. Ezt a folyamatot újabb és újabb frekvenciakombinációkkal megismétlik, majd a számítógép az adatok alapján kiszámítja, hogy az egyes hullámhosszaknál mekkora az elnyelés. Az említett fénysugár forrása egy széles sávú sugárzó (fényforrás), mely a mérendő hullámhosszak teljes spektrumát tartalmazza. A sugár egy Michelson-interferométerbe kerül. Az interferométer egy sugárosztóból, valamint tükrökből álló optikai elrendezés, a tükrök közül az egyik motoros működtetésű. Ennek a tükörnek a mozgatása azt eredményezi, hogy az áthaladó fény minden egyes hullámhossza periodikusan kioltódik illetve erősítődik a hulláminterferencia következtében. A különböző hullámhosszak különböző ütemben modulálódnak, így az interferométerből kilépő fény spektruma pillanatról-pillanatra más lesz. A nyers adatoknak (fényelnyelés az egyes tükörpozíciókban) a kívánt spektrummá (fényelnyelés az egyes hullámhosszaknál) konvertálásához számítógépre van szükség. A feldolgozás Fourier-transzformációs algoritmussal végezhető el, ebből származik a módszer neve is. A nyers adatokat interferogramnak is nevezik.

## Története
Az első, infravörös spektrum felvételére alkalmas, elfogadható árú spektrofotométer a Perkin-Elmer Infracord nevű műszere volt, mely 1957-ben készült el. Ennek a műszernek a hullámhossztartománya 2,5 μm-től 15 μm-ig (hullámszámtartomány: 4000 cm−1 – 660 cm−1) terjedt. Az alsó hullámhosszhatárt úgy választották meg, hogy még ezen belül legyen a molekuláris alaprezgésből adódó legnagyobb ismert rezgési frekvencia. A felső határt az a körülmény szabta meg, hogy a diszperziós elem egy kősóból (NaCl) készült prizma volt, mely a 15 μm hullámhossz feletti hullámhosszakat már nem engedi át. A későbbi műszerekben kálium-bromid prizmákat alkalmaztak, ezzel a tartományt kiterjesztették 25 μm-ig (400 cm−1), cézium-jodid prizmával pedig 50 μm-ig (200 cm−1). Az 50 μm-en (200 cm−1) túli tartományt távoli infravörös (FIR) tartománynak nevezik, mely nagyon rövid hullámhosszaknál átlép a mikrohullámú tartományba. A távoli infravörös tartományokban történő mérésekhez szükségessé vált precízen vonalkázott diffrakciós rácsok kifejlesztése, melyek helyettesítik az ebben a tartományban már nem áteresztő, sókristályból készült diszperziós prizmákat. A kis energiájú sugárzás miatt a távoli infravörös tartományokban sokkal érzékenyebb detektorokra volt szükség, továbbá el kellett távolítani a levegő vízgőztartalmát, mivel a vízgőznek ebben a tartományban erős rotációs spektruma van. A távoli infravörös spektrofotométerek kezelése emiatt bonyolult, lassú és drága volt. A Michelson-interferométer előnyeit már jól ismerték, de jelentős műszaki nehézségeket kellett legyőzni, mielőtt az első, kereskedelemben is kapható berendezést megépítették. A szükséges Fourier-transzformációs műveletekhez számítógépre volt szükség, ezért a miniszámítógépek megjelenéséig várni kellett. Az első, kereskedelemben kapható FTIR-spektrométert (Model FTS-14) a Digilab készítette 1969-ben.

## Michelson-interferométer

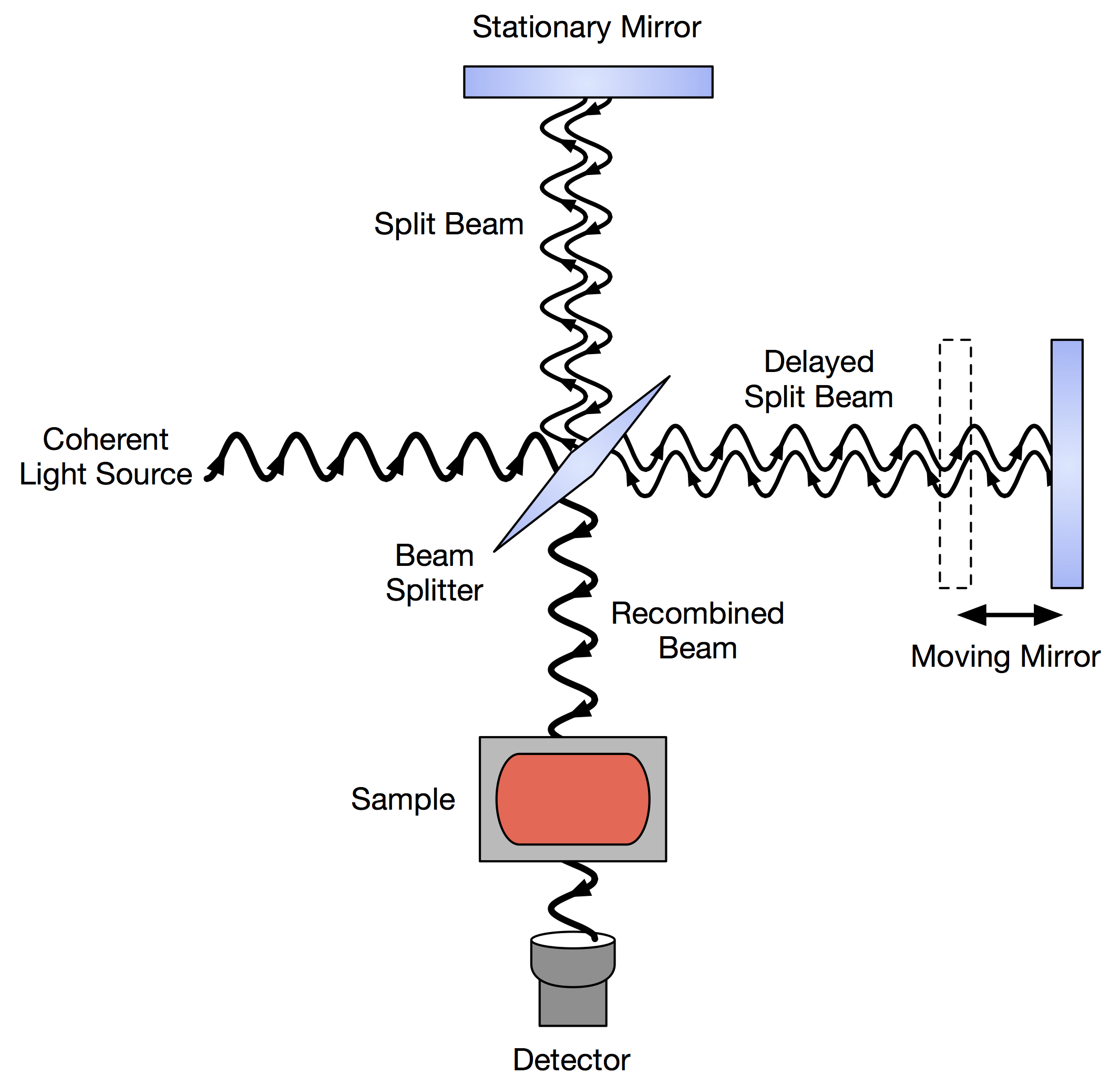
A Michelson-interferométer elrendezése egy FTIR-spektrométerben

Az FTIR-spektrometriai alkalmazásra kialakított Michelson-interferométerben egy sugárzó fekete testnek megfelelő, polikromatikus infravörös forrásból származó kollimált fényt egy sugárosztóra irányítanak. Ideális esetben a beeső fény 50%-a a fix tükörre vetül, 50%-a a mozgó tükörre jut tovább. A két tükörről visszavert fény ismét a sugárosztóra kerül, így ideális esetben az eredeti fény 50%-a jut a mintakamrába, ahol a mintára fókuszálják. A mintán áthaladva a fény a detektorba jut. Az interferométer két karja közti optikai útkülönbséget retardációnak nevezik. Az interferogram a retardáció változtatásával jön létre a különböző retardációs értékekhez tartozó detektorjel regisztrálásával. Minta nélküli állapotban az interferogramot főként a forrásintenzitás eloszlása, a sugárosztó hullámhosszfüggő hatásfoka határozza meg. Az interferogram maximuma nulla retardációnál található, ezen a ponton az összes hullámhosszon konstruktív interferencia jön létre, ettől távolodva lecsengő, hullámzó jel látható. Minta jelenléte esetén az interferogramot a minta abszorpciós sávjainak jelenléte modulálja.
Az FTIR-spektrométernek két fő előnye van a pásztázó (diszperzív) spektrométerhez képest:
1. A multiplex vagy Fellgett-előny. Az előny abból fakad, hogy az összes hullámhosszról egyidejűleg gyűjthető információ. Eredménye a magasabb jel-zaj viszony adott mérési idő esetén.
2. A fényerő- vagy Jacquinot-előny. Az előny abból a tényből fakad, hogy az FTIR-spektrométernél nincs szükség a diszperzív műszerek monokromátoránál alkalmazott belépő és kilépő résekre, melyek korlátozzák az átjutó fény mennyiségét. Az interferométer fényerejét egyedül a fényforrásból érkező kollimált sugárnyaláb átmérője határozza meg.

További kisebb előnyt jelent a szórt fényekre való kisebb érzékenység, és a jobb hullámszámpontosság.

### Felbontás
Az interferogram a hosszúságtartományban értelmezendő. A Fourier-transzformáció (FT) invertálja a tartományt, ezért az interferogram Fourier-transzformáltja a reciprok hosszúságtartományon, vagyis a hullámszámtartományon értelmezhető. A hullámszám per centiméterben értelmezett spektrális felbontás megegyezik a centiméterben mért maximális retardáció reciprokával. Ily módon 4 cm−1 felbontás érhető el, ha a maximális retardáció 0,25 cm; ez jellemző az olcsóbb FTIR-berendezésekre. Ennél lényegesen nagyobb felbontás érhető el a maximális retardáció növelésével. Ez nem egyszerű feladat, mivel a mozgó tükörnek csaknem tökéletesen párhuzamos utat kell bejárnia. Ezen a műszaki problémán segít, ha a síktükröt saroktükrös elrendezéssel helyettesítik. A saroktükrös elrendezés esetében a visszavert sugár a tükör helyzetétől függetlenül minden esetben párhuzamos a beeső sugárral. Connes 1966-ban megmérte a Vénusz atmoszférájának hőmérsékletét, felvéve a bolygó CO2 atmoszférájának rotációs-vibrációs spektrumát 0,1 cm−1 felbontással. Michelson maga is megkísérelte interferométerének segítségével két komponensére felbontani a hidrogén Hα emissziós sávját a hidrogénatom spektrumában. A kereskedelmi forgalomban kapható legnagyobb felbontású FTIR-spektrométer felbontása 0,0009 cm−1 volt 2017-ben. A fényerőelőny különösen fontos a nagy felbontású spektrométerek esetében, mivel hasonló felbontású diszperzív műszer esetében a monokromátor belépő és kilépő réseinek nagyon keskenynek kellene lennie.

### Sugárosztó
A sugárosztó nem készülhet közönséges üvegből, mert az nem átlátszó a 2,5 μm-nél hosszabb infravörös sugárzás számára. A sugárosztó anyagát a spektrális tartománytól függően választják meg. Közép infravörös tartományban (MIR) a leggyakoribb sugárosztó anyag a KBr, közeli infravörösben (NIR) a kvarc, távoli infravörösben (FIR) pedig a polietilén fólia. Mivel az egyes anyagok spektrális tartománya korlátozott, széles tartomány lefedéséhez sugárosztócserére lehet szükség.

### Fourier-transzformáció
Az interferogram a gyakorlatban diszkrét retardációs értékekhez felvett intenzitássorozatot jelent. Az egymást követő retardációs értékek közötti különbség állandó. Emiatt diszkrét Fourier-transzformációra van szükség. A számításokban a gyors Fourier-transzformációt alkalmazzák.

## Távoli infravörös FTIR
Az első FTIR-spektrométereket a távoli tartományra építették meg. Ennek oka a jó optikai paraméterekhez szükséges mechanikai tűréshatár volt, mely az alkalmazott fény hullámhosszának függvénye. A távoli infravörös tartomány viszonylag magas hullámhosszértékeihez ~10 μm-es mechanikai pontosság elegendő, míg a közép infravörös tartományokban 1 μm-es pontosságra van szükség. Ilyen berendezés volt a National Physical Laboratory által kifejlesztett interferométer. A berendezésben egy léptetőmotor működtette a mozgó tükröt.

## Közép infravörös FTIR
A megfizethető árú mikroszámítógépek megjelenésével lehetőség nyílt arra, hogy célszámítógépek működtessék a spektrométert, gyűjtsék az adatokat, végezzék el a Fourier-transzformációt és jelenítsék meg a spektrumot. Ez lendületet adott a közép infravörös tartományú FTIR spektrométerek kifejlesztésének, de először meg kellett oldani a precíziós optikai és mechanikai elemek gyártásának problémáját. Napjainkban nagy választékban, sokféle konfigurációban kaphatók a különféle FTIR-műszerek. Bár a műszerek kivitele sokat finomodott, az alapelvek a régiek maradtak. A mai FTIR-berendezésekben az interferométerek mozgó tükre állandó sebességgel mozog, az interferogram mintavételezését egy hélium-neon lézerrel megvilágított másodlagos interferométer nullátmenetei indítják. Ez a kapott infravörös spektrum nagy hullámszám-pontosságát eredményezi, és kiküszöböli a kalibrációs hibákat.

## Közeli infravörös FTIR
A közeli infravörös tartomány a közép infravörös végétől (kb. 4000 cm−1) a látható fény tartományának elejéig (kb. 750 nm) tart. Ebben a tartományban felhangok és alaprezgések is megfigyelhetők. A közeli infravörös FTIR-spektrométereket többnyire ipari alkalmazásokban, például folyamatszabályzásnál és minőség-ellenőrzésnél alkalmazzák.

## Alkalmazások
Az FTIR-spektrométerek ugyanazokban az alkalmazásokban használhatók, mint korábban a diszperzív spektrométerek. Ezen területek mellett a multiplex- és fényerőelőnyök további alkalmazási területeket nyitottak meg.

## Fordítás
- Ez a szócikk részben vagy egészben  a   Fourier transform infrared spectroscopy című angol Wikipédia-szócikk ezen változatának fordításán alapul.  Az eredeti cikk szerkesztőit annak laptörténete sorolja fel. Ez a jelzés csupán a megfogalmazás eredetét és a szerzői jogokat jelzi, nem szolgál a cikkben szereplő információk forrásmegjelöléseként.